# Lolito
Lolito è un romanzo satirico di Daniele Luttazzi, pubblicato in edicola allegato a il Fatto Quotidiano il 22 febbraio 2013. Il romanzo, scrive nella prefazione un certo Carlo R*ss*ll*, "sotto forma di una confessione spregiudicata, include, senza scrupoli, un profluvio di parole e di situazioni così sconce che neppure il gagliardo filisteo più rotto alle convenzioni moderne riuscirebbe a restarne indifferente." Il libro è collegato idealmente al monologo che Luttazzi tenne durante la trasmissione Raiperunanotte.
Il libro ha venduto 25 000 copie in un solo giorno. Visto il grande successo, il Fatto Quotidiano ne ha approntato una ristampa immediata, esaurita la quale l'editrice Chiarelettere ha pubblicato (maggio 2013) una nuova prima edizione del romanzo per il canale librerie.

## Trama
La storia è una biografia satirico-grottesca e romanzata di Silvio Berlusconi, rappresentato dal protagonista dell'opera, che si fa chiamare appunto Lolito (in una parodia del celebre romanzo Lolita di Nabokov).
Lolito, nato in una famiglia benestante e vivace, vive un'infanzia felice insieme al papà e alla mamma. Da piccolo viene istruito dal padre su come diventare un grande imprenditore e dalla madre ad amare gli scrittori russi. Mostra un talento precoce per lo spettacolo e a sei anni viene scritturato come clown in un circo. Poi svolge mille mestieri, fra cui manovale, garzone, lavapiatti, fino a diventare un imbonitore imbattibile vendendo scope elettriche a Piacenza. È nell'ormai subentrato periodo adolescenziale che Lolito, insieme ad amici e compagni di scuola, inizia a pensare morbosamente e disperatamente alle prostitute di viale Monza, a tal punto da esserne sessualmente frustrato. Divenuto adulto e reduce, ma non stanco, delle sue storie galanti ed amorose (che coinvolgono anche ragazze minorenni, di cui egli ricorda soprattutto due gemelle e "la Beba", quest'ultima una metafora dell'Italia), Lolito continua la sua ascesa verso il successo, vantando mille mestieri e divenendo imprenditore televisivo, politico e infine Presidente del Consiglio; Presidente segnato da una doppia vita fra sua moglie e le escort, che farà sia di sé stesso che del suo paese un "caso clinico".
L'opera ha la forma di una "confessione spregiudicata," una memoria difensiva in cui Lolito, narratore inattendibile, si rivolge ai "Signori Giudici" della Corte d'appello del Tribunale di Milano. Lolito, che si presenta come perseguitato giuridico e costantemente al centro dell'attenzione, pieno d'autostima e sicuro di sé, racconta la sua vita, dipingendola come un'avventura dorata e passionale, piena di sessualità, amore, profumi, luoghi, circoli letterari e cultura. Ma "a poco a poco, nella narrazione si insinuano elementi grotteschi che creano orrore," rivelando ipocrisie, sentimenti angosciosi, false amicizie, situazioni oscene, affari loschi e atti terribili, di cui Lolito incolpa il diavolo, incarnatosi nella Signora Thyssen-Krupp.

## Significato
Secondo l'autore, l'opera ha tre livelli di lettura. Al primo livello, il libro è una satira di Silvio Berlusconi e del berlusconismo attraverso una parodia del romanzo Lolita di Vladimir Nabokov. Al secondo, una parodia delle opere stesse di Nabokov. Al terzo, il vero libro è il commento in appendice che spiega le tecniche dell'intertestualità moderna..

### Il tema del Doppio
Una nota alla postfazione di Alfonso S*gn*r*n*, attribuita satiricamente a Ghedini, afferma l'importanza del tema del doppio nella significazione del romanzo:
(D. Luttazzi, Lolito. Una parodia, p.525)

### Intertestualità
Al terzo livello di lettura, il libro è un attacco contro due pregiudizi condivisi dai "lettori inattendibili": quello del realismo referenziale, cioè "credere che una parola abbia lo stesso senso in tutti i contesti in cui è usata", e quello dell'autore originale:
(D. Luttazzi, Intervista a "il Fatto quotidiano", 21 febbraio 2013)
(A.Cancogni, "The Mirage in the Mirror", 1985, cit. in D. Luttazzi, "Lolito. Una parodia", p.493)

## Personaggi principali
- Silvio Berlusconi (Lolito): il protagonista, "imprenditore spudorato e nello stesso tempo ammaliatore di masse."[10] Nella prefazione satirica Lolito viene descritto come "orribile, abietto, fulgido esempio di lebbra morale".[12]
- Barbara Borletti (Beba): nella metafora del romanzo, "Beba, la Lolita minorenne di Lolito, è l'Italia."[8]

## Struttura
La struttura dell'opera è una parodia della struttura di Lolita (prefazione, prima parte, seconda parte, postfazione) e allo stesso tempo di Fuoco pallido (prefazione, testo, commento al testo).

## Riferimenti letterari
L'opera abbonda di riferimenti a scrittori che Nabokov ammirava (Flaubert, Tolstoj, Checov, Joyce, Proust, Kafka, Bely, Poe, Shakespeare, Stevenson, H.G.Wells, Lewis Carroll), detestava (Mann, Eliot, Dostoevskj, Freud), o di cui non parlò mai, tra i quali Heinz von Lichberg, il giornalista nazista che nel 1916 scrisse un racconto intitolato  Lolita. Il critico Michael Maar parla di "criptoamnesia" per spiegare il debito testuale di Nabokov dal racconto di von Lichberg.
Il quinto capitolo contiene una parodia grottesca de Alla ricerca del tempo perduto, rivista alla luce di una perversione masturbatoria di Proust stesso. L'apologia del ventennio berlusconiano, sempre nel quinto capitolo, contiene una parodia verbatim dell'articolo di Giuliano Ferrara Non sarà un verdetto grottesco a cancellare Silvio dalla storia.
La postfazione, scritta da un certo Alfonso S*gn*r*n*, contiene una parodia di Eros e Priapo di Gadda.

## Curiosità
In una nota al capitolo 22 (seconda parte), Luttazzi rivela che la tecnica con cui vengono assassinati i monaci nel libro di Umberto Eco Il nome della rosa (pagine dei codici avvelenate, chi si umetta il dito per voltarle muore) ha un precedente nel film di Dino Risi Il giovedì (1963), dove il piccolo Robertino racconta al padre (Walter Chiari) il suo piano per uccidere il direttore del collegio: imbevere col veleno il registro di classe.

## Opere parodiate

### Romanzi e racconti
- Vladimir Nabokov

- - Lolita (1955)
  - The Annotated Lolita: Revised and Updated (1970-1991) edited by Alfred Appel
  - Lolita: a Screenplay (1961-1974)
  - Fuoco pallido (1962)
  - Ada o ardore (1969, versione annotata da Brian Boyd: )
  - Il dono (1937)
  - Parla, ricordo (1951)
  - Guarda gli arlecchini (1974)
  - Una bellezza russa (2008)
  - La veneziana (1992)

- - La vera vita di Sebastian Knight (1941)
  - I bastardi (1947)
  - Pnin (1937)
  - Cose trasparenti (1972)
  - L'originale di Laura (1977-2009)
  - L'invenzione di Valzer (1938)
  - Nikolai Gogol (1944)
  - L'incantatore (1939)
  - Invito a una decapitazione (1938)
  - Disperazione (1936)

- - Risata nel buio (1932)
  - L'occhio (1930)
  - Re, donna, fante (1928)
  - Maria (1926)
  - La difesa di Lužin (1930)
  - Dear Bunny, dear Volodya: The Nabokov-Wilson Letters 1940-1971 (2001)

- Marcel Proust
  - Dalla parte di Swann (1913)
- Heinz von Lichberg
  - Lolita (1916)
- Carlo Emilio Gadda
  - Eros e Priapo (1967)
- Gustave Flaubert
  - Madame Bovary (1857)
- Lev Tolstoj
  - Anna Karenina (1877)
- Aleksandr Sergeevič Puškin
  - Eugenio Onegin (1825) nella versione tradotta in inglese e commentata da Nabokov (1964-1975)
- Anonimo
  - Canto della schiera di Igor' (XII secolo) nella traduzione in inglese di Nabokov (1960)
- Jorge Luis Borges e Adolfo Bioy Casares
  - Sei problemi per don Isidro Parodi (1942)

### Giornalismo
- Giuliano Ferrara (2012) Non sarà un verdetto grottesco a cancellare Silvio dalla storia, il Giornale, 28/10/2012

## Edizioni
- Daniele Luttazzi, Lolito, Roma, il Fatto Quotidiano, 22 febbraio 2013, ISBN 9772037089358.
- Daniele Luttazzi, Lolito, Roma, Chiarelettere, 30 maggio 2013, ISBN 978-8-861-90458-3.